# Nupserha similis
Nupserha similis là một loài bọ cánh cứng trong họ Cerambycidae.